# Spellbreak
A Spellbreak egy free-to-play, osztály alapú, battle royal videojáték, melyet az amerikai Proletariat stúdió fejlesztett Windows, PlayStation 4, Xbox One és Nintento Switch platformokra, 2020. szeptember 3-án hozták forgalomba.

## Játékmenet
A legtöbb battle royal játékhoz hasonlóan a Spellbreak is azzal kezdődik, hogy a rengeteg játékost egy arénába dobja, melynek bejárható területe a játék előrehaladtával szűkül, melyben az utolsó életben maradt játékos győz. Azonban a többi battle royal játéktól eltérően varázslatokat használ lőfegyverek helyett. A játékosok hat osztály közül választhatnak, melyek a levegő, tűz, jég, villám, szikla illetve a méreg, amely meghatározza a karakter elsődleges támadását. Minden játékos egy, hozzá tartósan rögzített, páncélkesztyűvel kezd, mellyel egyben elsődleges és másodlagos támadásokat tud használni. Az elsődlegesek manát (mana) használnak, mely erőforráson osztozik a levitáció is, a másodlagosak frissülési időzítő (cooldown timer) alapon működnek. Az említett kesztyű mellé a játékosok a játék során megszerezhetnek egy másodlagos páncélkesztyűt is. A különböző kesztyűk elemei kombinálása révén a varázslatokat fel lehet erősíteni, tömeg irányítási hatással lehet azokat felruházni, vagy azok idejét magukon csökkenteni, stratégiai elhatározásuknak megfelelően. A fejlesztő szerint a játék szerepjáték, illetve rouge-like elemeket is tartalmaz.

## Fejlesztés
A játékot a H1Z1 játék ihlette. Seth Sivak vezérigazgató szerint a battle royale zsáner „valójában egy kompetitív rouge-like volt azoknak az embereknek, akik nem szeretik a rouge-likokat”, azon gondolkodva, hogy „képesek lehetnénk-e csinálni egy érdekes, fantázia alapú verziót belőle, amiből valami elképesztő születhetne?”. A legtöbb battle royale játék lőfegyver alapú játékmenetre épül, és ezt átalakították fantázia alapúra. Cardell Kerr ügyvezető producer szerint a játékot először „inkább kardos, mint varázslós”-ra tervezték, majd később a másik irányról döntöttek. 
A játékmenetet olyan játékok mintájára tervezték, mint az Unreal Tournament és a Quake, míg a vizuális dizájn az Akira és A vadon hercegnője és az Avatár – Aang legendája tévésorozatok alapján készült. Későbbi vizuális ötleteket merítettek a 2D Castlevania játékokból, League of Legends-ből és a Breath of the Wild-ból is.